# Gøgen
Gøgen er en dansk naturfilm fra 1965 instrueret af Frank Wenzel.

## Handling
Gøgen har lagt et æg i en rørsangerrede. Gøgeungen kommer først ud af ægget, og den skubber straks rørsangerens æg ud over redekanten og ned i vandet. I en anden rørsangerrede er rørsangerens unger kommet ud samtidig med gøgeungen. Den skubber dem ud over kanten og ned i vandet. Rørsangeren fodrer den sultne gøgeunge, der til sidst er så stor, at plejemoderen må sidde på dens hoved under fodringen.